# 公民組合
公民組合（英語：Taiwan Citizen Union，縮寫為 TCU），為台灣的非政府組織。2014年3月3日由平路、林世煜、林峯正、范雲、黃國昌、楊宗澧、蔡培慧等人發起〈快樂參政〉宣言，三度向內政部登記為社團法人，於7月9日始同意辦理成立社團，理事長為范雲。2015年，其成員分別成立了時代力量與社會民主黨。

## 歷史
2014年，前民主進步黨主席林義雄、中央研究院副研究員黃國昌及前民間司法改革基金會執行長林峯正密集討論籌組政團。
公民組合於在3月3日在公民組合的臉書發佈〈快樂參政〉宣言，提出三大目標：第一、創造一套有效的問責機制，包括運用網路及相關科技，降低參與門檻，使得公民能有效監督政治部門。第二、建立平台、形成論述，結合公民共同審議公共政策，提出問題的解決方案。第三、號召公民支持優秀的候選人，參與2016年國會選舉，打破目前的政治壟斷。被外界視為是籌組政團的第一步。
9月27日，公民組合召開首次大會，選出范雲為理事長，並宣布將於2015年成立政黨，投入2016年立法委員選舉。
2015年，因對於立委候選人提名方式及全國不分區席次分配方式上產生意見不合，公民組合分裂成兩個派系：林峯正、林世煜等於1月25日組成時代力量，范雲、前經濟民主連合發言人嚴婉玲、陳尚志、同志諮詢熱線文宣部主任呂欣潔等人則於3月29日成立社會民主黨。
2015年5月3日，黃國昌選擇加入時代力量，公民組合因其成員陸續加入時代力量或社會民主黨而逐漸淡出並走入歷史。

## 理念
追求平等、正義及環境永續的社會。人人都能安心工作、樂觀生活、發揮創造力，實現自我價值。所有重要的公共事務，都能由人民自主做決定。

## 外部連結
- 公民組合 Taiwan Citizen Union, TCU（facebook）
- 公民組合, TCU（youtube） （页面存档备份，存于）
- 快樂參政 － 公民組合發起宣言